# Alfredo F. Mayo
Alfredo Fernández Méndez Mayo (* 22. April 1943 in Madrid) ist ein spanischer Kameramann.

## Leben und Wirken
Der Neffe des Schauspielerveterans Alfredo Mayo kam direkt von der Schule als 17-Jähriger zum Film und erlernte sein Handwerk von der Pike auf. Sein erster Job war 1960 der eines Kamerapraktikanten bei der Produktion La corista. Über die Kameraassistenz stieg Mayo in den kommenden 13 Jahren zum einfachen Kameramann auf. In dieser Position blieb Mayo bis in die ausgehenden 1980er Jahre, in denen José Luis Alcaine sein wichtigster Lehrmeister wurde. Als einfacher Kameramann war Alfredo F. Mayo an der Bildgestaltung zahlreicher Inszenierungen von Spaniens Spitzenregisseuren Carlos Saura (Mit verbundenen Augen, Mama wird 100 Jahre alt, Los, Tempo, Zärtliche Stunden, Zeit der Illusionen), Luis García Berlanga (La escopeta nacional, Patrimonio nacional, Nacional III), Manuel Gutiérrez Aragón (Das Herz des Waldes, Maravillas, Pablos Verwandlung, Die Hälfte des Himmels, Malaventura) und Pedro Almodóvar (Frauen am Rande des Nervenzusammenbruchs) beteiligt. Auch bei der Regie-Arbeit des Kamerakollegen Teo Escamilla „Tú solo“ (1984) stand Mayo hinter der Kamera. 
Parallel dazu, seit 1973, zeichnete Alfredo F. Mayo auch immer mal wieder als Chefkameramann alleinverantwortlich. Ab 1989 ist er nur noch in dieser Funktion aktiv. Seitdem gehört der sporadisch auch für das Fernsehen und die Werbung arbeitende Spanier zu den führenden Bildgestaltern des neuen, spanischen Kinos.

## Filmografie
nur als Chefkameramann
- 1973: Zarzuela
- 1973: Queridísimos verdugos
- 1975: Vía libra al tráfico (Kurzfilm)
- 1975: Caudillo
- 1976: Jarama, fórmula 1 (Kurzfilm)
- 1980: Un hombre … una ciudad
- 1983: La conquista de Albania
- 1985: Caso cerrado
- 1989: Días de humo
- 1990: Briefe von Alou (Las cartas de Alou)
- 1990: Der Blinde und der Mörder (A solas contigo)
- 1991: Besos en la oscuridad
- 1992: Last Macho (All Tied Up)
- 1992: The Fencing Master (El maestro de esgrima)
- 1992: Bis daß der Tod euch scheidet (Demasiado corazón)
- 1993: El aliento del diablo
- 1993: Kika
- 1993: Todos a la carcel
- 1993: Teufel im Paradies (Desvio de paraiso)
- 1994: ¡Por fin, solos!
- 1994: Treffpunkt Kronen-Bar (Historia del Kronen)
- 1996: Familia
- 1996: Dem Tod auf der Spur (Territorio comanche)
- 1996: Die Schwächen der Frauen (Elles)
- 1998: Frontera sur
- 1998: Barrio
- 1998: Diario para un cuento
- 1999: Cuando vuelvas a mi lado
- 1999: Adios con el corazón
- 1999: Plata quemada
- 2000: Almejas y mejillones
- 2000: Las razones de mis amigos
- 2001: Antigua, vida mia
- 2002: Kamtschatka (Kamchatka)
- 2002: Montags in der Sonne (Los lunes del sol)
- 2002: El misterio Galindez
- 2003: El principio de Arquímedes
- 2004: Maroa
- 2005: Heroína
- 2005: Die Methode – El Método (El método)
- 2005: Una rosa de Francia
- 2006: Los aires diffiziles
- 2007: Una mujer invisible
- 2008: Azaña
- 2008: Que parezca un accidente
- 2008: Sex, Party und Lügen (Mentiras y gordas)
- 2009: El corredor nocturno
- 2011: Silencio en la nieve
- 2013: Crimen con vista al mar
- 2016: En zona hostil

## Auszeichnungen
Mayo hat für seine Kameraarbeit eine Fülle von Preisen und Nominierungen erhalten. Die Auszeichnungen waren:
- 1991: Goya für Briefe von Alou
- 1993: Preis des Círculo de Escritores Cinematográficos für The Fencing Master
- 1994: Preis des Círculo de Escritores Cinematográficos für El aliento del diablo
- 1999: Preis des Internationalen Filmfestivals von San Sebastián für Cuando vuelvas a mi lado
- 2000: Preis des Círculo de Escritores Cinematográficos für Cuando vuelvas a mi lado
- 2000: Preis des Internationalen Festivals des Neuen Lateinamerikanischen Films in Havanna für Plata quemada